# John Trevor Godfrey
John Trevor Godfrey (Montreal, Canadá, 28 de março de 1922 - 12 de junho de 1958, Freeport, Maine, EUA) foi um piloto norte-americano da Oitava Força Aérea durante a Segunda Guerra Mundial. Ele abateu 18 aeronaves inimigas contra a Luftwaffe, o que fez dele um ás da aviação. Em 1944 foi acidentalmente abatido pelo seu asa e feito prisioneiro de guerra. Godfrey era amigo e asa de Don Gentile.